# Simfonia núm. 1 (Tubin)
La Simfonia núm. 1 en do menor va ser composta per Eduard Tubin el 1934 i va ser estrenada el 
24 de febrer de 1936 per l'Orquestra Simfònica de la Companyia de Radiodifusió d'Estònia dirigida per Olav Roots a la Sala de Concerts d'Estònia, a Tallinn. Té una durada aproximada de 34 minuts.

## Moviments
- Adagio. Allegro feroce
- Allegretto moderato
- Sostenuto assai quasi largo e poco maestoso

## Origen i context
Tubin va començar a compondre la Primera Simfonia el 1931 i després de moltes consultes amb el seu professor Heino Eller la va acabar l'11 de maig de 1934, segons consta en el manuscrit. Va tardar tres anys perquè estava atrafegat amb els assajos i actuacions amb l'orquestra i el cor. Lògicament, la simfonia mostra encara una dependència força forta del seu mestre Heino Eller, però ja es respira l'èpica que esdevindria característica de les seves simfonies posteriors.
En la història de la música simfònica estoniana és només la quarta simfonia, després de les dues d'Artur Lemba del 1908 i el 1923 i la d'Artur Kapp del 1924.
Lògicament, la simfonia mostra encara una dependència força forta del seu mestre Heino Eller, però ja es respira l'èpica que esdevindria característica de les seves simfonies posteriors. També s'hi observen la influència de Sibelius i l'aire de Bax, tot i que difícilment coneixia la música d'aquest últim.

## Recepció
La rebuda de la crítica va ser mixta, alguns la van qualificar de massa complicada, pesada i compacta, i fins i tot monòtona. En canvi, el musicòleg Karl Leichter i el director Olav Roots, van estar d'acord en l'habilitat tècnica de la composició.

## Instrumentació
La Simfonia núm. 1 està escrita per a una orquestra gran estàndard, sense instruments doblats, concretament: 	2 flautes, 2 oboès, 2 clarinets, 2 fagots - 4 trompes, 2 trompetes, 3 trombons, 1 tuba, percussió, arpa i cordes.